# 교사론 (아우구스티누스)
《교사론》(De magistro)은 기독교의 교부이자 사상가인 아우구스티누스(354-430)의 교육사상, 언어철학 및 그리스도론 등을 이해하는 데 필수적인 책이다.

## 교사론을 쓴 동기와 편찬 시기
AD 389년 경 어거스틴의 아들 아데오다투스가 세상을 떠났는데, 어거스틴은 자기의 아들과 나누었던 대화를 회상하면서
이 글을 썼다.

## 교사론의 내용
어거스틴은 이 책을 통하여, 이 세상의 교사들은 가르칠 때 언어라고 하는 표상(表象)을 많이 사용하는데, 이에는 많은 한계가 있다는 있다는 것, 표상이 가리키는 대상(對象)을 인식(認識)하기 위해서는 우리 안에 거(居)하는 진리(眞理) 자체에 문의(問議)하지 않으면 안 된다는 것, 우리 안에 거하는 진리가 바로 로고스 되신 그리스도시며, 이 분이 바로 우리의 “내적 스승”이 되신다는 것을 말하고자 하였다.
이 책은, 마 23:8-10에 나오는 “너희 선생은 … 하나이니, 곧, 그리스도니라” 하는 말씀을 성경적 근거로 하여 씌어졌다.
(김광채 역, 어거스틴의 <교사론>의 해제에서 인용)

## 참고 문헌
영어로 된 참고자료로서는
G. Howie, Educational Theory and Practice in St. Augustine (London: Routledge, 1969), pp. 183-197이 가장 손쉽게 구할 수 있는 좋은 자료다.
독일어로 된 것으로는
E. Schadel, "Augustinus / De Magistro: Einfuehrung, Uebersetzung und Kommentar" (Dr. philosoph. Diss., Univ. Wuerzburg, 1975)라는 철학박사학위논문이 있다. 

### 우리말 번역
종이책: 김광채 역편, <어거스틴의 교육사상 텍스트> (서울: 아침동산, 2011), pp. 1-83
성염 역편, <아우구스티누스 교사론> (서울: 분도출판사, 2019)